# Juan José Domenchina
Juan José Domenchina Moreu (Madrid, 18 de mayo de 1898 - México, 27 de octubre de 1959) fue un escritor y crítico literario español perteneciente a la generación del 27.

## Biografía
Hijo de una familia de ingenieros de caminos, en su ciudad natal estudió bachillerato y Magisterio en la Escuela Normal de Toledo, donde obtuvo un título de maestro nacional que nunca llegó a ejercer. Desde muy joven colaboró como crítico literario en periódicos y revistas tan importantes como Los Lunes de El Imparcial, España, La Pluma (dirigida entonces por el que sería su cuñado, Cipriano Rivas Cherif, y Manuel Azaña), Revista de Occidente (fundada por Ortega y Gasset) y El Sol. Fue crítico literario de este último diario, para el que usó el seudónimo de Gerardo Rivera. Durante la República fue asiduo de la tertulia del Hotel Regina. 
Conoció a Azaña en 1921 en la redacción de La Pluma, y cuando éste funda el Grupo de Acción Republicana en 1925, cuenta con el poeta Domenchina, al igual que hará en 1934, cuando se funda Izquierda Republicana; elegido presidente, fue secretario particular suyo. Pero dimitió en 1935 por razones de salud, ya que padecía fuertes dolores reumáticos que en ocasiones llegaban a dejarle paralizado. 
En junio de 1936 fue nombrado delegado del gobierno del Instituto del Libro Español. En noviembre de 1936 se casó con la también poeta Ernestina de Champourcín, a la que había conocido en 1930. Al ser nombrado jefe del Servicio Español de Información creó el Boletín de Información y el Suplemento Literario del Servicio Español de Información, en el que colaboró Antonio Machado. En enero de 1938 fue nombrado secretario del Gabinete Diplomático de Azaña hasta su dimisión. Cuando ya terminaba la Guerra Civil estuvo en Valencia con el gobierno republicano y Domenchina fue miembro del Consejo de Colaboración de la revista Hora de España; ya en Barcelona, colaboró en las páginas de La Vanguardia. 
Domenchina y su mujer se exiliaron en febrero de 1939, primero a Francia (estuvieron tres meses en Toulouse, luego en París) y por fin en México, donde Azaña le consiguió un puesto en la Casa de España dirigida por Alfonso Reyes), y allí, acompañado por su mujer, su madre y su hermana —ambas viudas— y sus sobrinos Rodrigo y Encarnación, trabajó en labores editoriales, de traductor sobre todo.
Murió de enfisema pulmonar el 27 de octubre de 1959 y está enterrado en el cementerio español de la capital mexicana.

## Obra
Como poeta recibió una sólida formación y tuvo un estilo muy personal vinculado al conceptismo y al barroco (fue un gran lector de Quevedo), y fue de los más tempranos al publicar un libro de versos, Del poema eterno, 1917, con prólogo de Ramón Pérez de Ayala. Siguieron Las interrogaciones del silencio (1918) y alcanzó la fama con La corporeidad de lo abstracto (1929), en su mayor parte una serie de sonetos de complicado lenguaje, sobre todo por su léxico, con prólogo de Enrique Díez Canedo, y donde intenta dar cuerpo a una serie de emociones y conceptos, siguiendo el precepto de Valery de que la poesía debe ser "una fiesta del intelecto". Ya Melchor Fernández Almagro, al reseñar en 1930 este libro, señaló que «son muchos los versos de Domenchina que quedan inválidos»; les faltaría «sentimiento e intuición»; les sobraría feísmo expresionista, involuntaria comicidad: «Abdominia (¡!),dispepsia, polisarcia. / (Diagnóstico moderno.) ¡Es natural! / Rotos cacharros de su ajuar, ¡qué jarcia! / Abulia. Ignavia. Vacuidad mental». Continuó en la lírica con El tacto fervoroso (1930) y Dédalo (1932), próximo al surrealismo y escrito en versículos. Dividido en treinta partes, cada una correspondiente a las letras del alfabeto, en Dédalo se asiste al desfile de todas las pasiones humanas que, ocultas en lo más recóndito del subconsciente, estallan en forma de los siete pecados capitales: gula, avaricia, pereza, lujuria, ira, envidia y vanidad. Esta preocupación por atraer al mundo material los entes que dominan el espíritu humano ya se había manifestado en el poemario anterior, La corporeidad de lo abstracto (1929), especialmente en la sección titulada “Caprichos”, que exponía en treinta y dos estampas las virtudes y vicios.
En 1933 publicó Margen y en 1934 reunió sus Poesías completas (1915-1934) con sólo 36 años. Gustó especialmente de la poesía de Juan Ramón Jiménez, Paul Valéry y Miguel de Unamuno; poeta frío, culterano, barroco, muy intelectual, sobre todo antes de la Guerra Civil. Esta etapa puede considerarse cerrada con la selección de sus poemas que llevó el título de Poesías escogidas (1915-1939), publicada por la Casa de España en México, en 1940, con un curioso retrato del autor por José Moreno Villa. 
El exilio le vuelve un poeta existencial y doliente, retoma el estrofismo clásico (sonetos y décimas sobre todo y algún romance). Cambia por completo: con empaque quevediano, añora la patria perdida (su natal Madrid, muy especialmente), lamenta la fugacidad de la vida, aguarda con estoicismo la embestida de la muerte. Hay sobriedad léxica (renuncia, por fin, a rebuscar en los sótanos del diccionario). Con El diván de Abz-ul-Agrib juega al apócrifo inventándose un poeta oriental que compensa bien, con sus alardes coloristas y metafóricos, la monótona y obsesiva sequedad de su poesía última. De la desesperación viene a sacarle la fe; aparece el tema religioso en sus últimos versos. Puede decirse, pues, que dentro de la larga etapa del exilio hay una subdivisión; si los primeros libros muestran a lo vivo la angustia del que se siente arrancado de su suelo y sufre, hay un momento que respira dentro del mismo cuadro nostálgico y evocador una tregua de paz, de esperanza, que viene a apuntalar la fe recobrada:
No me pueden quitar la primavera
en que mi juventud ha florecido
ni el otoño o sazón en que me muera.
Sin embargo, su vida en el exilio fue triste y vacía. El poeta se consideraba una sombra viviente, sin posibilidad de reflejarse en nada ni en nadie. No obstante, publicó libros significativos: Destierro (1942), Pasión de sombra (1944), Tres elegías jubilares (1946), la segunda de ellas dedicada a Azaña; La sombra desterrada (1950) y El extrañado (1958), considerado el mejor libro de esta fase y que algunos aprecian más que la primera. Gracias a su empeño, se difundió la obra de los exiliados españoles y hay que recordar la serie de artículos que publicó en el diario Hoy, con el título general de Pasión y muerte de la República Española. En ellos se narra su experiencia al lado de Manuel Azaña y se aportan datos de interés para conocer el conflictivo panorama de aquellos años. También en su Antología de la poesía española contemporánea, que difundió la poesía moderna española entre los hispanoamericanos. 
Como novelista, es muy original en estilo y técnica, aunque breve: El hábito, novela corta (1920) y sobre todo La túnica de Neso (1929), novela vanguardista y humorística dentro de la estética del Surrealismo.

### Poesía
- Del poema eterno, Madrid, Ediciones Mateu, 1917. Prólogo de Ramón Pérez de Ayala.
- Las interrogaciones del silencio, Madrid, Ediciones Mateu, 1918.
- Poesías escogidas. Ciclo de mocedad, 1916-1921, Madrid, Ediciones Mateu, 1922.
- La corporeidad de lo abstracto, Madrid, Renacimiento, 1929. Prólogo de Enrique Díez-Canedo.
- El tacto fervoroso, 1929-1930, Madrid, C.I.A.P., 1930.
- Dédalo, Madrid, Biblioteca Nueva, 1932. Con una caricatura lírica de Juan Ramón Jiménez.
- Margen, Madrid, Biblioteca Nueva, 1933.
- Poesías completas (1915-1934), Madrid, Signo, 1936.
- Poesías escogidas (1915-1939), México, La Casa de España en México, 1940.
- Destierro. Sonetos. Décimas concéntricas y excéntricas. Burlas y veras castellanas, México, Editorial Atlante, 1942. Prólogo de Azorín.
- Tercera elegía jubilar, México, Editorial Atlante, 1944.
- Pasión de sombra (Itinerario), México, Editorial Atlante, 1944.
- Tres elegías jubilares, México, Editorial Centauro, 1946.
- Exul umbra, México, Stylo, 1948.
- Perpetuo arraigo, México, Signo, 1949.
- La sombra desterrada, México, Almendros y Cía., 1950.
- Nueve sonetos y tres romances con una carta rota, incoherente e impertinente a Alfonso Reyes, México, Editorial Atlante, 1952.
- El extrañado, 1948-1957, México, Tezontle, 1958.
- Poemas y fragmentos inéditos, 1944-1959, México, Ecuador 0º, 0', 0, 1964. Transcripción de Ernestina de Champourcín.
- La sombra desterrada (1948-1950), Málaga, El Guadalhorce, 1969.
- El extrañado y otros poemas, Madrid, Rialp (col. Adonais), 1969. Prólogo de Gerardo Diego.
- Poesía (1942-1958) (ed. Ernestina de Champourcín), Madrid, Editora Nacional, 1975.
- La sombra desterrada y otros poemas, Madrid, Torremozas, 1994. Introducción de Ernestina de Champourcín.
- Obra poética (ed. e intr. Amelia de Paz), 2 tomos, Madrid, Castalia/Comunidad de Madrid, 1995. Prólogo de Emilio Miró.